# Templo de Tikal VI
El Templo VI de Tikal, (también conocido como Templo de las Inscripciones y Estructura 6F-27), es una pirámide mesoamericana en las ruinas de la gran ciudad maya de Tikal, en el departamento de Petén, al norte de Guatemala. El Templo VI está situado en el extremo sureste de la Calzada de Méndez, que une la plaza del templo con el núcleo del sitio, y está orientado hacia el oeste en una plaza amurallada. La existencia del templo fue reportada por primera vez en 1951 por Antonio Ortiz en nombre del Instituto de Antropología e Historia de Guatemala (IDAEH). El peine de techo del templo está inscrito en sus lados y en la parte posterior con un largo texto jeroglífico. La superestructura de la cima de la pirámide contiene dos cámaras, y la parte más alta que se conserva del peine de techo del templo tiene una altura de 12 metros. Se accede a la superestructura de la pirámide a través de tres puertas orientadas hacia el oeste. La triple puerta y la disposición interior de las cámaras sugieren que el Templo VI era en realidad una estructura de tipo palaciego más que un templo.

## Inscripción jeroglífica
El texto contiene una historia de Tikal que se remonta al período Preclásico. La fecha más temprana del texto equivale al año 1139 a. C.; registra un acontecimiento fundacional mítico o, tal vez, un acontecimiento histórico de importancia recordado de forma lejana.

## Monumentos

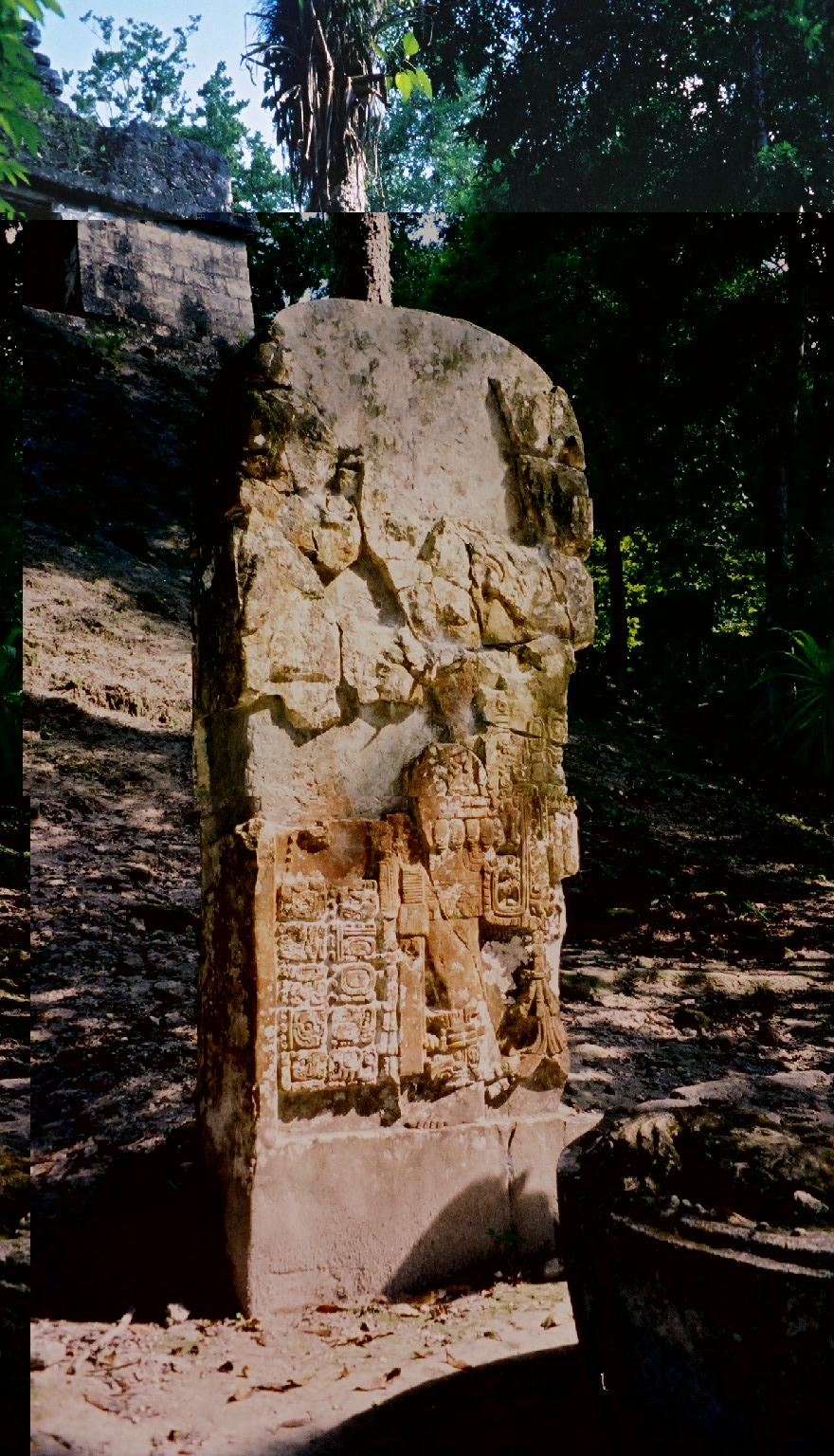
Estela 21 del templo VI en Tikal.

La Estela 21 se erigió a los pies del templo VI. Registra la sucesión del rey Yik'in Chan K'awiil en el año 734 d. C. Cuando se encontró, la estela se había caído de su posición original y se volvió a erigir durante los trabajos de restauración. Solamente se conserva la parte inferior. Se puede observar parte del texto en el lado izquierdo de la parte frontal del monumento; es de excelente calidad y registra una fecha del año 736 d. C. Una parte de la estela fue reutilizada y convertida en un metate que fue encontrado por los lugareños a 0,3 kilómetros al noroeste del templo.
El Altar 9 está emparejado con la «Estela 21» al pie de la escalinata de la pirámide. Está muy dañado y le faltan grandes fragmentos. La cara superior del altar estaba esculpida con la imagen de un cautivo atado boca abajo.